# Margherita Gonzaga di Lorena
Margherita Gonzaga (Mantova, 2 ottobre 1591 – Nancy, 7 febbraio 1632) fu una nobile mantovana e duchessa consorte di Lorena.

## Biografia

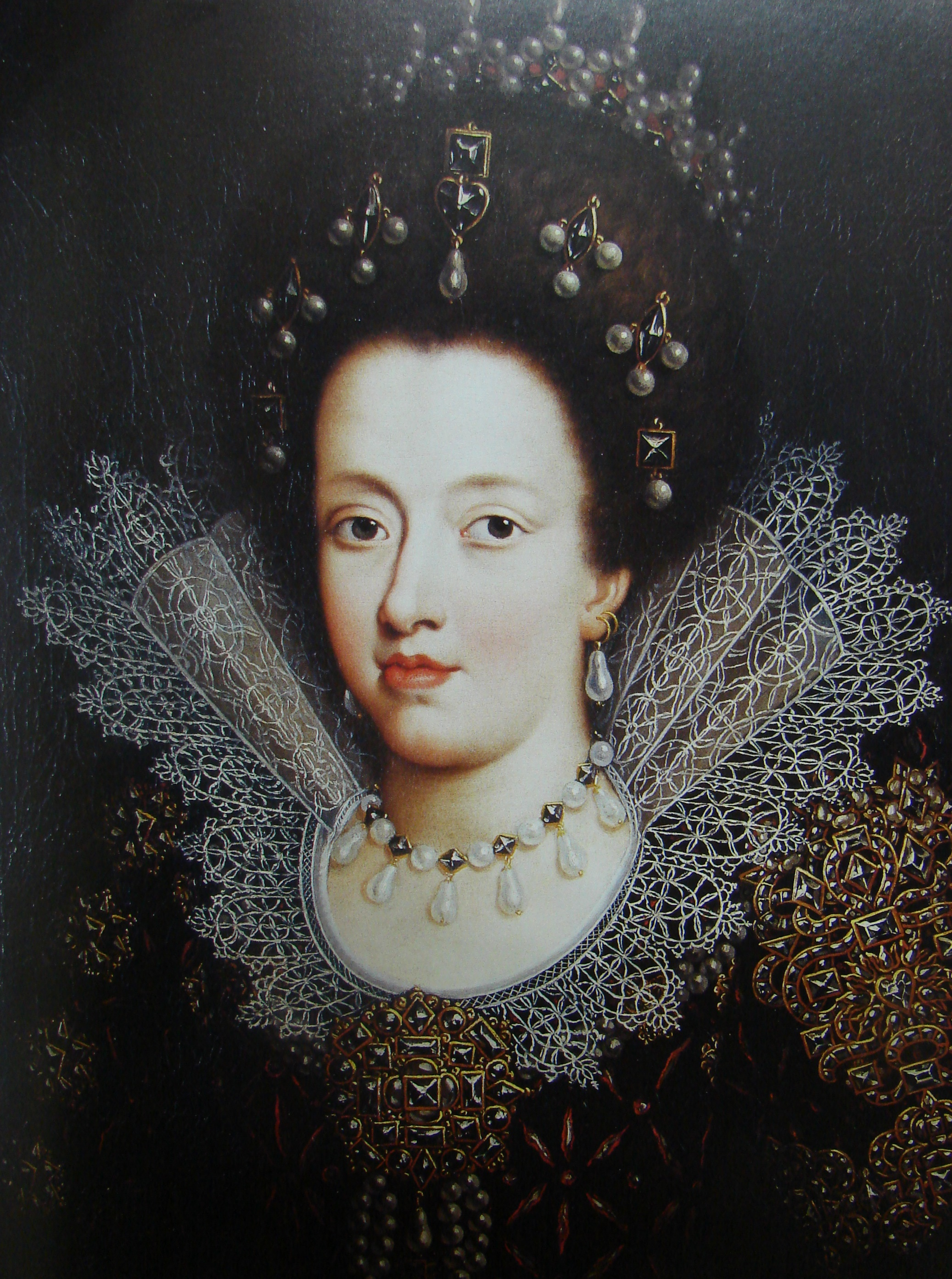
Margherita Gonzaga.

Era figlia del duca Vincenzo I Gonzaga e della sua seconda moglie Eleonora de' Medici, figlia del Granduca di Toscana Francesco I de' Medici
Sposò il 24 aprile 1606 a Mantova Enrico di Vaudemont, Duca di Lorena (1563 - 1624), il quale era rimasto vedovo nel 1604 di Caterina di Borbone, figlia di Antonio I di Navarra e di Giovanna III di Navarra. Enrico era figlio di Carlo III di Lorena e della principessa Claudia di Valois e nipote quindi di Enrico II di Francia e Caterina de Medici.
Nel 1608, con la morte di Carlo III, Enrico e Margherita divennero duchi di Lorena.
Nel 1624 rimase vedova. Il Ducato di Lorena, essendo morto Enrico senza figli maschi legittimi, passò a suo fratello minore Francesco.
Nel 1627 morì senza eredi diretti Vincenzo II Gonzaga; per la successione del Ducato di Mantova si videro contrapposti da una parte Carlo Gonzaga duca di Nevers, sostenuto dal re di Francia, dall'altra Ferrante Gonzaga principe di Guastalla, sostenuto dal re di Spagna. Per il Monferrato furono invece in contrasto tra loro Carlo Emanuele I duca di Savoia e Margherita. Sui vari pretendenti la spuntò Carlo I di Gonzaga-Nevers. È una lontana antenata di Maria Antonietta.

## Discendenza
Margherita diede al marito due figlie:
- Nicoletta (3 ottobre 1608-Parigi 2 febbraio 1657), che sposò Carlo IV di Lorena;
- Claudia (12 ottobre 1612-Vienna, 2 agosto 1648), che sposò Nicola II di Lorena.

Una fonte riporta invece che Nicoletta nacque dal primo matrimonio con Caterina di Navarra.
Enrico inoltre ebbe due figli illegittimi: Enrico e Carlo.

## Ascendenza
|                        |                     |                           | Genitori                    |  |  | Nonni |  |  | Bisnonni            |  |  | Trisnonni            |  |
|                        |                     |                           |                             |  |  |       |  |  | Federico II Gonzaga |  |  | Francesco II Gonzaga |  |
|                        |                     |                           |                             |  |  |       |  |  | Federico II Gonzaga |  |  | Francesco II Gonzaga |  |
|                        |                     | Isabella d'Este           |                             |  |  |       |  |  | Federico II Gonzaga |  |  |                      |  |
| Guglielmo Gonzaga      |                     |                           |                             |  |  |       |  |  | Federico II Gonzaga |  |  |                      |  |
|                        |                     | Margherita Paleologa      | Guglielmo IX del Monferrato |  |  |       |  |  |                     |  |  |                      |  |
|                        |                     | Margherita Paleologa      | Guglielmo IX del Monferrato |  |  |       |  |  |                     |  |  |                      |  |
|                        |                     | Margherita Paleologa      | Anna d'Alençon              |  |  |       |  |  |                     |  |  |                      |  |
| Vincenzo I Gonzaga     |                     | Margherita Paleologa      |                             |  |  |       |  |  |                     |  |  |                      |  |
|                        |                     | Ferdinando I d'Asburgo    | Filippo I di Castiglia      |  |  |       |  |  |                     |  |  |                      |  |
|                        |                     | Ferdinando I d'Asburgo    | Filippo I di Castiglia      |  |  |       |  |  |                     |  |  |                      |  |
|                        |                     | Ferdinando I d'Asburgo    | Giovanna di Castiglia       |  |  |       |  |  |                     |  |  |                      |  |
| Eleonora d'Austria     |                     | Ferdinando I d'Asburgo    |                             |  |  |       |  |  |                     |  |  |                      |  |
|                        |                     | Anna Jagellone            | Ladislao II di Boemia       |  |  |       |  |  |                     |  |  |                      |  |
|                        |                     | Anna Jagellone            | Ladislao II di Boemia       |  |  |       |  |  |                     |  |  |                      |  |
|                        |                     | Anna Jagellone            | Anna di Foix-Candale        |  |  |       |  |  |                     |  |  |                      |  |
| Margherita Gonzaga     |                     | Anna Jagellone            |                             |  |  |       |  |  |                     |  |  |                      |  |
|                        | Cosimo I de' Medici | Giovanni dalle Bande Nere |                             |  |  |       |  |  |                     |  |  |                      |  |
|                        | Cosimo I de' Medici | Giovanni dalle Bande Nere |                             |  |  |       |  |  |                     |  |  |                      |  |
|                        | Cosimo I de' Medici | Maria Salviati            |                             |  |  |       |  |  |                     |  |  |                      |  |
| Francesco I de' Medici | Cosimo I de' Medici |                           |                             |  |  |       |  |  |                     |  |  |                      |  |
|                        |                     | Eleonora di Toledo        | Pedro Álvarez de Toledo     |  |  |       |  |  |                     |  |  |                      |  |
|                        |                     | Eleonora di Toledo        | Pedro Álvarez de Toledo     |  |  |       |  |  |                     |  |  |                      |  |
|                        |                     | Eleonora di Toledo        | María Osorio y Pimentel     |  |  |       |  |  |                     |  |  |                      |  |
| Eleonora de' Medici    |                     | Eleonora di Toledo        |                             |  |  |       |  |  |                     |  |  |                      |  |
|                        |                     | Ferdinando I d'Asburgo    | Filippo I di Castiglia      |  |  |       |  |  |                     |  |  |                      |  |
|                        |                     | Ferdinando I d'Asburgo    | Filippo I di Castiglia      |  |  |       |  |  |                     |  |  |                      |  |
|                        |                     | Ferdinando I d'Asburgo    | Giovanna di Castiglia       |  |  |       |  |  |                     |  |  |                      |  |
| Giovanna d'Austria     |                     | Ferdinando I d'Asburgo    |                             |  |  |       |  |  |                     |  |  |                      |  |
|                        |                     | Anna Jagellone            | Ladislao II di Boemia       |  |  |       |  |  |                     |  |  |                      |  |
|                        |                     | Anna Jagellone            | Ladislao II di Boemia       |  |  |       |  |  |                     |  |  |                      |  |
|                        |                     | Anna Jagellone            | Anna di Foix-Candale        |  |  |       |  |  |                     |  |  |                      |  |
|                        |                     | Anna Jagellone            |                             |  |  |       |  |  |                     |  |  |                      |  |